# Paris-Roubaix de 1900
A 5.ª edição da Paris-Roubaix teve lugar a 16 de abril de 1900 e foi vencida pelo francês Emile Bouhours. A prova contou com 269 quilómetros e o vencedor finalizou-a em 7h 10' 30" o que supõe 37,491 km/h em media.

## Classificação final
| Posição | Ciclista              | Equipa | Tempo        |
| ------- | --------------------- | ------ | ------------ |
| 1       | Émile Bouhours        | -      | 7h 10' 30"   |
| 2       | Josef Fischer         | -      | + 18' 00"    |
| 3       | Maurice Garin         | -      | + 38' 30"    |
| 4       | Lucien Itsweire       | -      | + 56' 30"    |
| 5       | Oscar Lepoutre        | -      | + 1h 55' 30" |
| 6       | Edouard Simon         | -      | + 3h 29' 30" |
| 7       | Edmond Dubreucq       | -      | + 3h 37' 30" |
| 8       | Hyppolite Aucouturier | -      | + 4h 01' 30" |
| 9       | Emile Paigie          | -      | + 5h 04' 30" |
| 10      | Lucien Pothier        | -      | + 5h 39' 30" |